# メンフィス (テキサス州)
メンフィス（Memphis）は、アメリカ合衆国テキサス州の都市。ホール郡の郡庁所在地である。人口は2,208人（2021年推計）。
メンフィスは前アメリカ下院議員ラリー・コンベストの生誕地で、彼は1985年から2003年までラボック地区の代表を務めていた。

## 地理
アメリカ合衆国統計局によると、この都市は総面積5.8 km2 (2.2 mi2) である。市の全域を陸地が占めており、水面積はない。

## 人口動静
2000年現在の国勢調査で、この都市には2,479人、1,024世帯、及び660家族が暮らしている。人口密度は427.3/km2 (1,105.2/mi2) で、214.6/km2 (555.1/mi2) の平均的な密度に1,245軒の住居が建っている。都市の人種構成は白人71.40%、アフリカン・アメリカン9.08%、先住民0.56%、アジア系0.04%、その他の人種17.63%、及び混血1.29%で、人口の26.02%がヒスパニックまたはラテン系である。
1,024世帯のうち、28.6%は18歳未満の子供と暮らしており、51.6%は夫婦で生活している。10.1%は未婚の女性が世帯主であり、35.5%は家族以外の住人と同居している。33.7%は独身の居住者が住んでおり、21.0%は65歳以上で独居である。1世帯あたりの平均人数は2.38人であり、家庭の場合は3.03人である。
市民は27.1%が18歳未満の未成年、18歳以上24歳以下が7.1%、25歳以上44歳以下が22.1%、45歳以上64歳以下が22.2%、及び65歳以上が21.4%にわたっている。中央値年齢は40歳である。女性100人ごとに対して男性は86.4人いて、18歳以上の女性100人ごとに対して男性は81.5人いる。
この都市の世帯ごとの平均的な収入は23,102米ドルであり、家族ごとでは27,367米ドルである。男性の24,620米ドルに対して女性は18,816米ドルの平均的な収入がある。この都市の一人当たりの収入 (per capita income) は13,856米ドルである。人口の23.9%及び家族の18.5%は貧困線以下である。18歳未満の38.2%及び65歳以上の15.4%は貧困線以下の生活を送っている。

## 教育
メンフィス市は全域がメンフィス独立学区に属している。

## 出身著名人
- ミニー・ルー・ブラッドレー
- ラリー・コンベスト
- ジョン・リチャード・ファウラー
- ブルース・ボーイ・ウィリー